# باتريك غروس
باتريك غروس (بالتشيكية: Patrik Gross)‏ (6 مايو 1978 بأوسترافا في التشيك - ) هو لاعب كرة قدم تشيكي في مركز الدفاع. لعب مع فيكتوريا بلزن ونادي تيبليتسه ونادي سبارتاك ترنافا وMFK Vítkovice ‏ ونادي كلادنو وFK Viagem Ústí nad Labem ‏ وFK Čáslav ‏ وFC Dolní Benešov ‏.

## وصلات خارجية
- باتريك غروس على موقع قاعدة بيانات كرة القدم.إي يو (الإنجليزية)